# Okres Starachowice
Okres Starachowice (polsky Powiat starachowicki) je okres v polském Svatokřížském vojvodství. Rozlohu má 523,41 km² a v roce 2021 zde žilo 87 968 obyvatel. Sídlem správy okresu je město Starachowice.

## Gminy
Městská:
- Starachowice

Městsko-vesnická:
- Wąchock

Vesnické:
- Brody
- Mirzec
- Pawłów

## Města
- Starachowice
- Wąchock

## Sousední okresy
| Růžice kompasu | Szydłowiec | Radom              | Lipsko    | Růžice kompasu |
| Růžice kompasu | Skarżysko  | Sever              | Ostrowiec | Růžice kompasu |
| Růžice kompasu | Skarżysko  | Okres Starachowice | Ostrowiec | Růžice kompasu |
| Růžice kompasu | Skarżysko  | Jih                | Ostrowiec | Růžice kompasu |
| Růžice kompasu | Kielce     |                    |           | Růžice kompasu |